# Brendo
Brendo (In der Brändä in walser) è un centro abitato situato nel comune italiano di Formazza.
È un minuscolo agglomerato di case raccolto intorno alla Chiesetta della Madonna del Carmine. Da qui la valle si restringe e si fa più ripida. Nelle vicinanze si trova la centrale "Giacinto Motta" che sfrutta i bacini idroelettrici di Morasco, Vannino, Sruer, Toggia e Kastel per la produzione di energia elettrica per l'Italia e la Svizzera.